# 微軟Lumia 550
微軟Lumia 550是一款經濟型智能手機，由微軟生產，2015年10月6日在紐約舉行的新聞發佈會上，伴隨Lumia 950公開介紹。 該裝置將在2015年12月推出。

## 額外鏈接
- 官方网站